# جائزة نوبل في الأدب 1938
جائزة نوبل في الأدب لعام 1938 هي الجائزة الأدبية المتميزة التي مُنحت للكاتبة الأمريكية بيرل س باك «لوصفها الغني والملحمي حقًا لحياة الفلاحين في الصين ولروائع سيرتها الذاتية». بيرل باك هي أول امرأة أمريكية تحصل على جائزة نوبل وثالث فائزة أمريكية بعد يوجين أونيل في عام 1936 وسنكلير لويس في عام 1930. كما أنها رابع امرأة تحصل على الجائزة.

## الحائزة على جائزة

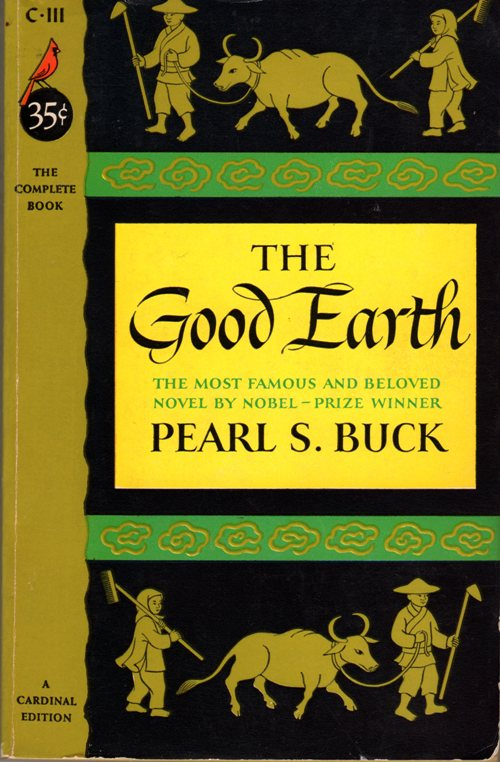
كانت رواية الأرض الطيبة هي الرواية الأكثر مبيعاً في الولايات المتحدة في عامي 1931 و1932، وكان لها تأثير كبير في فوز باك بجائزة نوبل في الأدب عام 1938.

نُشرت رواية بيرل باك الأولى، ريح شرقية، ريح غريبة، في عام 1930، والتي تروي عن امرأة صينية اسمها كوي لان، والتغييرات التي خضعت لها هي وعائلتها. تبعها بعد ذلك ثلاثية حققت إنجازًا أدبيًا كبيرًا لها: الأرض الطيبة (1931)، والأبناء (1932)، والبيت المنقسم (1935)، وهي قصة عن عائلة وانغ. لاقت الكتب استحسانًا كبيرًا وشعبية كبيرة خلال الثلاثينيات من القرن الماضي، حيث تلقت جوائز أدبية أخرى مثل جائزة بوليتزر عام 1932 للخيال. الموضوع المتكرر في روايات باك العديدة هو الحياة اليومية في الصين حيث تصف مجموعة غنية من الشخصيات المحصورة بين التقاليد والحداثة. 

## الترشيحات
في المجموع تلقت الأكاديمية 47 ترشيحًا لـ 29 فردًا، من بينهم الروائية الأمريكية مارغريت ميتشل، والكاتب الفنلندي فرانس إيميل سيلانبا (حصل على الجائزة في العام التالي)، والمؤلف الكرواتي إيفانا برليتش ماورانيتش، والفيلسوف الإيطالي بينيديتو كروتش، والكاتب الفنلندي سالي سالمينين.
لم يتم ترشيح بيرل باك من قبل للجائزة، مما يجعلها واحدة من الفائزين في مناسبة نادرة عندما حصلوا على جائزة نوبل في الأدب في نفس العام الذي تم فيه ترشيحهم لأول مرة. تلقت 4 أربعة ترشيحات من أعضاء الأكاديمية السويدية.

### المرشحين
| No. | المرشح                                                        | البلد               | المجالات                                                              |
| --- | ------------------------------------------------------------- | ------------------- | --------------------------------------------------------------------- |
| 1   | Karl Schönherr (1867–1943)                                    | Austria             | الدراما، القصة القصيرة، الشعر                                         |
| 2   | Johan Falkberget (1879–1967)                                  | Norway              | الرواية، القصة القصيرة، المقالات                                      |
| 3   | Robert Ritchie Racey (1873–1956)                              | Canada              | الرواية، المقالات                                                     |
| 4   | Mohammad Habib Khan (?) (probably Mohammad Habib (1895–1971)) | India               | التاريخ                                                               |
| 5   | Rudolf Kassner (1873–1959)                                    | Austria             | الفلسفة، المقالات، الترجمة                                            |
| 6   | بيرل باك (1892–1973)                                          | United States       | الرواية، السيرة الشخصية، السيرة الذاتية، المقالات                     |
| 7   | Sally Salminen (1906–1976)                                    | Finland             | الرواية، المقالات، السيرة الذاتية                                     |
| 8   | مارغريت ميتشل (1900–1949)                                     | United States       | الرواية                                                               |
| 9   | Henriette Charasson (1884–1972)                               | France              | الشعر، المقالات، الدراما، الرواية، النقد الأدبي، السيرة الشخصية       |
| 10  | Mark Aldanov (1886–1957)                                      | Ukraine France      | السيرة الشخصية، الرواية، المقالات، النقد الأدبي                       |
| 11  | يوهانس فلهلم ينسن (1873–1950)                                 | Denmark             | الرواية، القصة القصيرة، المقالات                                      |
| 12  | فرانس إيميل سيلانبا (1888–1964)                               | Finland             | الرواية، القصة القصيرة، الشعر                                         |
| 13  | Sanjib Chaudhuri (?)                                          | India               | philology                                                             |
| 14  | Maria Madalena de Martel Patrício (1884–1947)                 | Portugal            | الشعر، المقالات                                                       |
| 15  | هرمان هيسه (1877–1962)                                        | Germany Switzerland | الرواية، الشعر، المقالات، القصة القصيرة                               |
| 16  | إيفانا بيرليتش ماجورانيتش (1874–1938)                         | Croatia             | الرواية، القصة القصيرة                                                |
| 17  | أنطونيو كوريا دي أوليفيرا (1878–1960)                         | Portugal            | الشعر                                                                 |
| 18  | كوستيس بالاماس (1859–1943)                                    | Greece              | الشعر، المقالات                                                       |
| 19  | أولاف دون (1876–1939)                                         | Norway              | الرواية، القصة القصيرة                                                |
| 20  | Arthur van Schendel (1874–1946)                               | Netherlands         | الرواية، القصة القصيرة                                                |
| 21  | رامون مننديث بيدال (1869–1968)                                | Spain               | philology، التاريخ                                                    |
| 22  | Valdemar Rørdam (1872–1946)                                   | Denmark             | الشعر، المقالات                                                       |
| 23  | ألدوس هكسلي (1894–1963)                                       | United Kingdom      | الرواية، القصة القصيرة، المقالات، الشعر، screenplay، الدراما، الفلسفة |
| 24  | Veikko Antero Koskenniemi (1885–1962)                         | Finland             | الشعر، المقالات                                                       |
| 25  | كارل تشابيك (1890–1938)                                       | Czech Republic      | الدراما، الرواية، القصة القصيرة، المقالات، النقد الأدبي               |
| 26  | Herman Teirlinck (1879–1967)                                  | Belgium             | الرواية، الشعر، المقالات، الدراما                                     |
| 27  | Jarl Hemmer (1893–1944)                                       | Finland             | الشعر، الرواية                                                        |
| 28  | Stijn Streuvels (1871–1969)                                   | Belgium             | الرواية، القصة القصيرة                                                |
| 29  | بينيدتو كروتشه (1866–1952)                                    | Italy               | التاريخ، الفلسفة، القانون                                             |

## ردود الفعل

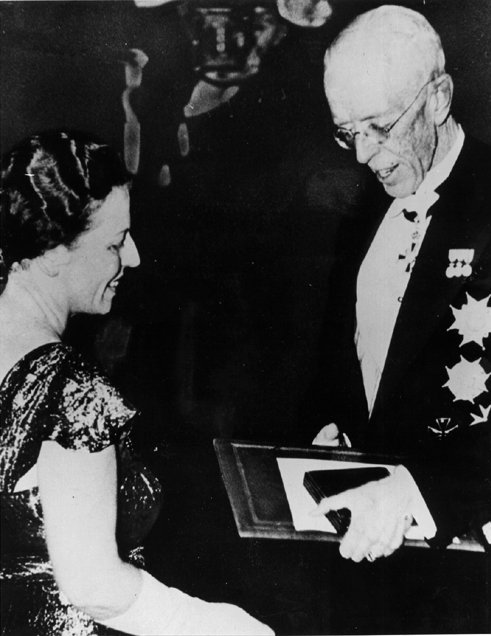
حصل بيرل س.باك على جائزة نوبل للآداب من الملك جوستاف الخامس ملك السويد في قاعة حفلات ستوكهولم عام 1938

في عام 1938، قالت لجنة جائزة نوبل في منح الجائزة:
في حديثها إلى الأكاديمية، تناولت موضوعها «الرواية الصينية». وأوضحت: «أنا أميركية بالولادة وبالنسل»، لكن «معرفتي الأولى بالقصة، وكيفية سرد القصص وكتابتها، أتت إلي في الصين». بعد مناقشة مستفيضة للروايات الصينية الكلاسيكية، وخاصة روايات الممالك الثلاث، وكل الرجال إخوة، وحلم الغرفة الحمراء، خلصت إلى أن «الروائية في الصين لم تكن لديها مهمة إنشاء الفن بل التحدث إلى الناس.» وتابعت أن طموحها الخاص لم يتدرب على «جمال الحروف أو نعمة الفن». في الصين، اختلفت مهمة الروائي عن الفنان الغربي: «للمزارعين يجب أن يتحدث عن أرضهم، وللرجال الأكبر سنًا يجب أن يتحدث عن السلام، وللنساء العجائز يجب أن يتحدث عن أطفالهن، وللشباب والشباب. النساء يجب أن يتحدث عن بعضهن البعض». وخلصت إلى القول، مثل الروائية الصينية، «لقد تعلمت أن أكتب لهؤلاء الناس. إذا كانوا يقرؤون مجلاتهم بالملايين، فأنا أريد قصصي هناك بدلاً من المجلات التي لا يقرأها سوى عدد قليل.» 

## التفاعل
جائزة نوبل لعام 1938 هي واحدة من أكثر الجوائز التي تعرضت لانتقادات في تاريخ الجائزة لأن أعمال باك اللاحقة بشكل عام لم تكن تعتبر من المستوى الأدبي الذي يصل لمستوى جائزة نوبل. وفقا للروائي إيرفينغ والاس، أخبره سفين هيدين أن باك «نادرا ما كان يركض فوق الأكاديمية». صوّت عشرة من الأعضاء الثمانية عشر ضدها، لكن سفين هيدين وسلمى لاغيرلوف غيّرتا رأيهما لاحقًا ومنحها الجائزة.
أشار الناقد الأدبي الأمريكي نورمان هولمز بيرسون إلى اختيار الأكاديمية السويدية على أنه تخفيض جائزة نوبل إلى مستوى «هائل» لجائزة بوليتزر وعلق قائلاً: «الحمد لله لم أر أحداً أخذ الأمر على محمل الجد». بالإشارة إلى تعليق باك المقتبس على نطاق واسع عندما تلقت نبأ نوبل - «لا أصدق ذلك... هذا كلام سخيف. كان يجب أن يذهب إلى درايزر»- أجاب بيرسون:«المكسرات لها أقول، أعتقد أن هذا كان أقل ما يقال.» تضم قوائم الكتاب الأمريكيين إلى جانب ثيودور دريزر الذي ذكره المعاصرون على أنهم يستحقون جائزة نوبل أكثر من بيرل باك هنري جيمس وشيروود أندرسون ويلا كاثر وجون دوس باسوس.

## روابط خارجية
- خطاب حفل توزيع الجوائز من قبل Per Hallström nobelprize.org
- حفل جائزة نوبل 1938 nobelprize.org